# Charles R. Knight
assinatura
Charles Robert Knight, (Brooklyn, dia 21 de outubro de 1874 -  Manhattan, 15 de abril de 1953) foi um paleoartista norte-americano conhecido por suas influentes pinturas de dinossauros e outros animais pré-históricos. Seu trabalho foi reproduzido em vários livros e mostrado em vários museus dos Estados Unidos.

## Biografia
Quando criança, teve um profundo interresse pela natureza e pelos animais e passava horas copiando as ilustrações do livro de história natural de seu pai. Quando chegou aos 20 anos de idade, estudou na Escola Metropolitana de Arte para se tornar um artista comercial. Em 1890 ele decorou as janelas de uma igreja, e dois anos depois, ilustrava para livros e revistas especializados em história Natural.
Em seu tempo livre, gostava de visitar o Museu Americano de História Natural, atraindo a atenção do Dr. Jacob Wortman que lhe perguntou porque estava pintando a restauração de um porco pré-histórico quando seus ossos fossilizados estavam disponibilizados na vitrine do museu.
Knight contribuiu em várias universidades, bibliotecas, livrarias, museus e zoológicos.